# Omphalodes
Genre
Classification phylogénétique
Omphalodes est un  genre de plantes de la famille des Boraginacées. Il est originaire de l'hémisphère nord : Europe, Amérique du Nord (principalement Mexique) et Asie.

## Position taxinomique
Ce genre appartient à la sous-famille des Boraginoideae.
Le nom avait été donné par Joseph Pitton de Tournefort à partir d'ombilic - ομφαλός - en grec. Ceci n'a pas été signalé par Philip Miller en 1754 quand il a décrit le genre, mais en 1794 par Conrad Moench.
Beaucoup de synonymes sont dus à sa proximité avec les genres Paracaryum, Trigonotis et Microula.

### Noms vernaculaires
Nom russe : Пупочник
Nom chinois : 脐果草属

## Description
Il s'agit de plantes herbacées, vivaces ou annuelles.
Le calice de la fleur est découpé de la moitié aux deux tiers en cinq lobes généralement lancéolés. Sa corolle, tubulaire sur une plus courte longueur que le calice, se termine en cinq lobes. Cinq étamines sont incluses dans le tube de la corolle.

## Liste des espèces
La liste des espèces du genre est issue des index IPNI (The International Plant Names Index) et Tropicos (index du Jardin botanique du Missouri) à la date de septembre 2011. Toutes les espèces ci-dessous ne sont pas retenues dans le genre :
- Omphalodes acuminata B.L.Rob. (1891)
- Omphalodes akiensis Kadota (2009)
  - Omphalodes akiensis f. albiflora Kadota (2009)
- Omphalodes aliena A. Gray ex Hemsl. (1882)
- Omphalodes amplexicaulis Lehm. (1818)
- Omphalodes aquatica Brand (1915) : voir Trigonotis radicans subsp. sericea (Maxim.) Riedl
  - Omphalodes aquatica var. sinica Brand (1915) : voir Trigonotis radicans subsp. sericea (Maxim.) Riedl
- Omphalodes blepharolepis Maxim. (1881) : voir Microula blepharolepis (Maxim.) I.M.Johnst.
- Omphalodes bodinieri H.Lév. (1913) : voir Mitreola petiolata (J.F.Gmel.) Torr. & A.Gray
- Omphalodes brassicifolia Sweet (1827)
- Omphalodes cappadocica (Willd.) A.DC. (1846) - synonyme : Omphalodes cornifolia Lehm.[2]
- Omphalodes cardiophylla A.Gray ex Hemsl. (1882)
- Omphalodes cariensis Boiss. (1844) : voir Paracaryum lithospermifolium subsp. cariense (Boiss.) R.R.Mill
- Omphalodes caucasica Brand (1921) : voir Omphalodes cappadocica (Willd.) A.DC.
- Omphalodes cavaleriei H.Lév. (1913) : voir Trigonotis cavaleriei (H.Lév.) Hand.-Mazz.
- Omphalodes chekiangensis Migo (1942) : voir Sinojohnstonia chekiangensis (Migo) W.T.Wang
- Omphalodes chiangii L.C.Higgins (1976)
- Omphalodes ciliaris (Bureau & Franch.) Brand (1929) : voir Microula ciliaris (Bureau & Franch.) I.M.Johnst.
- Omphalodes cilicica Hausskn. ex Brand (1921) : voir Omphalodes luciliae subsp. cilicica (Hausskn. ex Brand) Bornm.
- Omphalodes cordata Hemsl. (1890) : voir Sinojohnstonia moupinensis (Franch.) W.T.Wang
- Omphalodes cornifolia Lehm. (1818) : voir Omphalodes cappadocica (Willd.) A.DC.
- Omphalodes cristata Schrank (1812) : voir Paracaryum cristatum (Schrank) Boiss.
- Omphalodes davisiana Kit Tan & Sorger (1986)
- Omphalodes diffusa Maxim. (1881) : voir Microula diffusa (Maxim.) I.M.Johnst.
- Omphalodes erecta I.M.Johnst. (1935)
- Omphalodes esquirolii H.Lév. (1913) : voir Trigonotis cavaleriei (H.Lév.) Hand.-Mazz.
- Omphalodes formosana Masam. (1930) : voir Trigonotis nankotaizanensis (Sasaki) Masam. & Ohwi
- Omphalodes forrestii Diels (1912) : voir Microula forrestii (Diels) I.M.Johnst.
- Omphalodes fortisii G.Don (1838)
- Omphalodes glochidiata Bunge (1847) : voir Hackelia uncinata (Benth.) C.E.C.Fisch.
- Omphalodes heterophylla Rech.f. & Riedl (1963) : voir Lepechiniella microcarpa (Boiss.) Riedl
- Omphalodes hirsuta DC. (1846) : voir Paracaryum hirsutum (DC.) Boiss.
- Omphalodes howardii (A.Gray) A.Gray (1885)
- Omphalodes icumae Maxim. (1872)
- Omphalodes intermedia Decne. (1834) : voir Paracaryum micranthum (DC.) Boiss.
- Omphalodes japonica Maxim. (1872)
- Omphalodes krameri Franch. & Sav. (1878)
  - Omphalodes krameri f. albiflora Satomi (1983)
  - Omphalodes krameri f. leucantha Yonek. (2005)
- Omphalodes kusnetzovii Kolak. (1948)
- Omphalodes kuzinskyanae Willk. (1889)
- Omphalodes laevisperma Nakai (1949)
- Omphalodes lateriflora (Lam.) J.F.Macbr. (1916) : voir Pectocarya lateriflora (Lam.) DC.
- Omphalodes linifolia (L.) Moench (1794)
- Omphalodes linophylla St.-Lag. (1880)
- Omphalodes littoralis Lehm. (1818), plante psammophyte dite aussi "Bourrache des dunes", "Bourrache du littoral" ou "Cynoglosse des dunes"[3]
  - Omphalodes littoralis subsp. gallaecica M.Lainz. (1971)
- Omphalodes lojkae Somm. & Levier (1892) : voir Omphalodes rupestris subsp. lojkae (Sommier & Levier) Selvi
- Omphalodes longiflora (Benth.) A.DC. (1846) : voir Lindelofia longiflora (Benth.) Baill.
- Omphalodes luciliae Boiss. (1844)
  - Omphalodes luciliae subsp. cilicica (Hausskn. ex Brand) Bornm. (1896)
  - Omphalodes luciliae subsp. kurdica Rech.f. & H.Riedl (1988)
  - Omphalodes luciliae subsp. pisidica R.R.Mill (2011)
  - Omphalodes luciliae subsp. scopulorum' J.R.Edm. (1977)
- Omphalodes lusitanica (Willd.) Schrank (1812) : voir Cynoglossum creticum Mill.
- Omphalodes lisitanica (Brot.) Pourr. ex Lange (1864) : voir Omphalodes nitida (Willd.) Hoffmanns. & Link
- Omphalodes mairei H.Lév. (1913) : voir Trigonotis mairei (H.Lév.) I.M.Johnst.
- Omphalodes mexicana S.Watson (1890)
- Omphalodes micrantha DC. (1846) : voir Paracaryum micranthum (DC.) Boiss.
- Omphalodes moupinensis Franch. (1887) : voir Sinojohnstonia moupinensis (Franch.) W.T.Wang
- Omphalodes myosotoides (Labill.) Schrank (1812)
- Omphalodes nana A.Gray (1885)
  - Omphalodes nana var. aretioides (Cham.) A.Gray (1885)
  - Omphalodes nana var. chamissonis (DC.) A.Gray (1885)
- Omphalodes nervosa Edgew. ex C.B.Clarke (1885) : voir Cynoglossum microglochin var. nervosum (Benth. ex C.B.Clarke) Y.J.Nasir
- Omphalodes nitida (Willd.) Hoffmanns. & Link (1811)
- Omphalodes olgae (B.Fedtsch.) Brand (1929) : voir Stephanocaryum olgae (B.Fedtsch.) Popov - synonyme : Trigonotis olgae B.Fedtsch.
- Omphalodes omphaloides (L.) Voss (1895) : voir Omphalodes verna Moench - synonyme : Cynoglossum omphaloides L.
- Omphalodes papillosa DC. (1846) : voir Paracaryum intermedium var. papillosum (DC.) Kazmi
- Omphalodes pavoniana Boiss. (1849)
- Omphalodes persica Boiss. (1849) : voir Paracaryum rugulosum (DC.) Boiss.
- Omphalodes physodes Bunge (1847) : voir Paracaryum physodes (Bunge) H.Rield
- Omphalodes pontica K.Koch (1849) : voir Paracaryum ponticum (K.Koch) Boiss.
- Omphalodes prolifera Ohwi (1956)
- Omphalodes repens Schrank (1812) : voir Omphalodes verna Moench
- Omphalodes richardsonii G.L. Nesom (1988)
- Omphalodes ripleyana P.H.Davis (1956)
- Omphalodes rugulosum DC. (1846) : voir Paracaryum rugulosum (DC.) Boiss.
- Omphalodes runemarkii Strid & Kit Tan (2005)
- Omphalodes rupestris Rupr. ex Boiss. (1875)
  - Omphalodes rupestris subsp. lojkae (Sommier & Levier) Selvi (2009)
- Omphalodes scorpioides (Haenke) Schrank (1812)
- Omphalodes sempervirens (L.) D.Don (1825) : voir Pentaglottis sempervirens (L.) Tausch ex L.H.Bailey
- Omphalodes sericea Maxim. (1872) : voir Trigonotis radicans subsp. sericea (Maxim.) Riedl
  - Omphalodes sericea var. koreana Brand (1921) : voir Trigonotis radicans subsp. sericea (Maxim.) Riedl
- Omphalodes stricta K.Koch (1844) : voir Paracaryum hirsutum (DC.) Boiss.
- Omphalodes thomsoni Clarke (1883)
- Omphalodes trichocarpa Maxim. (1880)
- Omphalodes vaniotii H.Lév. (1913) : voir Trigonotis cavaleriei (H. Lév.) Hand.-Mazz.
- Omphalodes verna Moench (1794)
  - Omphalodes verna subsp. graeca Greuter (2005)
- Omphalodes wittmanniana Steven (1851) : voir Omphalodes cappadocica (Willd.) A.DC.

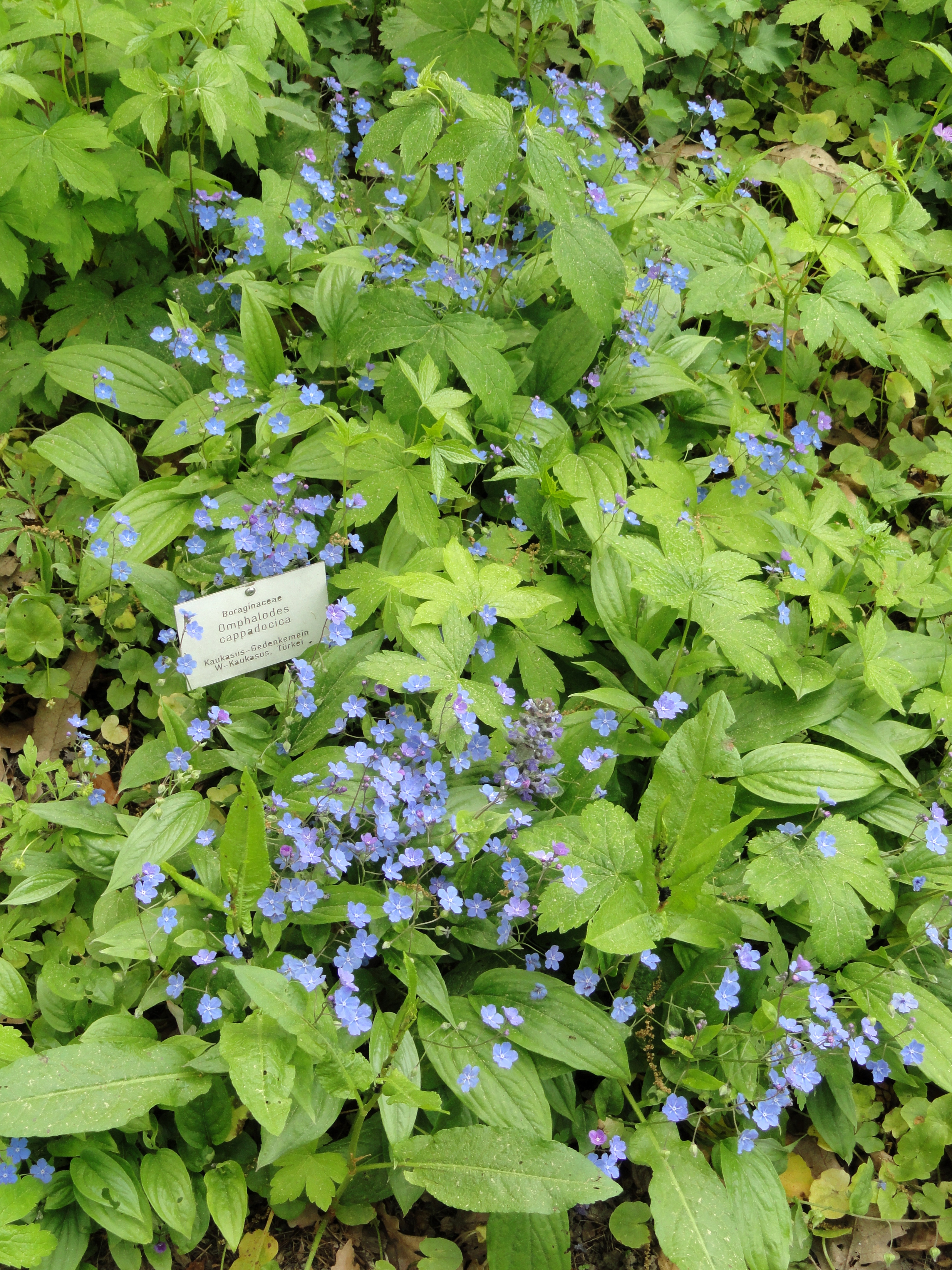
Omphalodes cappadocica
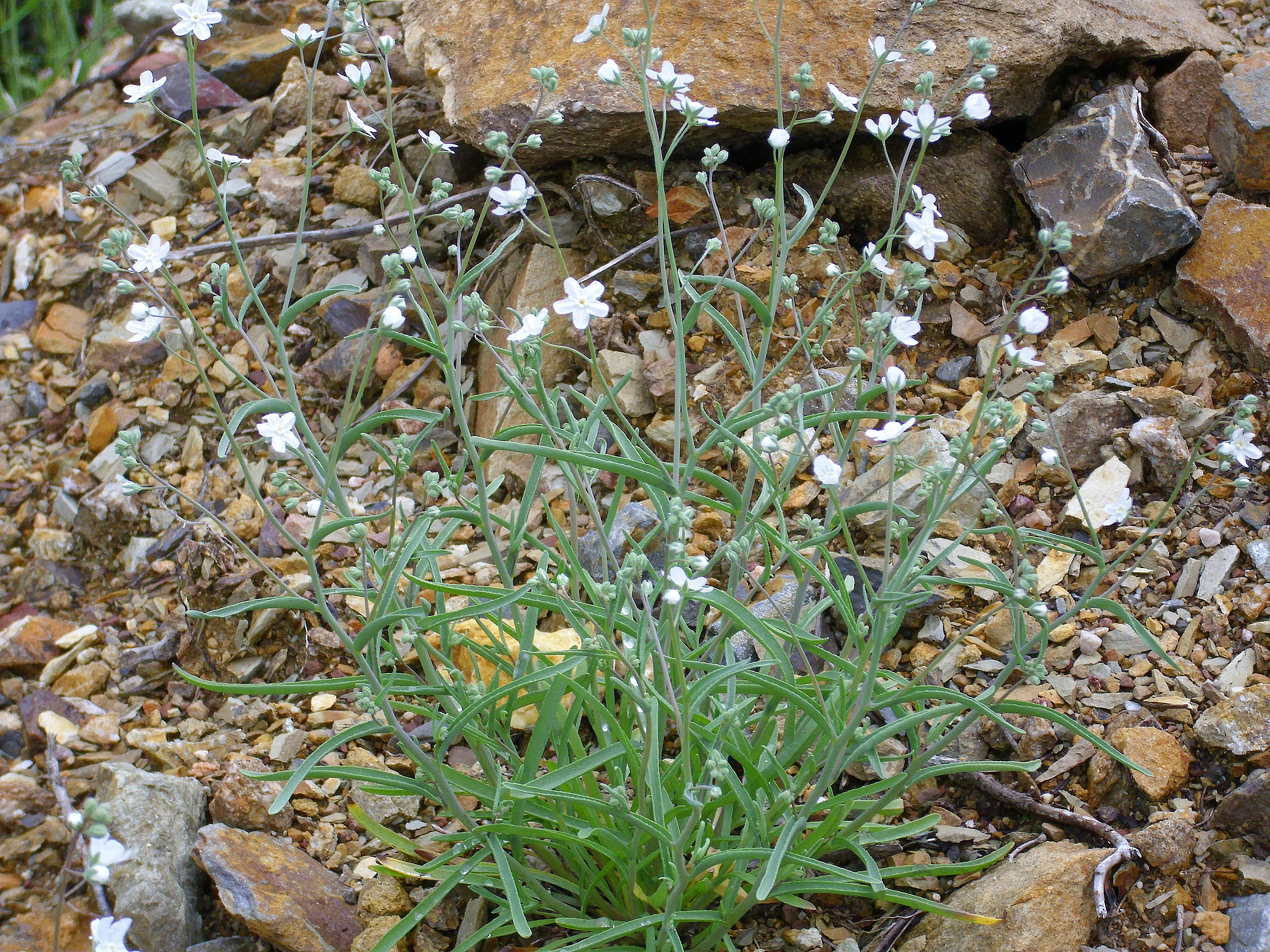
Omphalodes linifolia
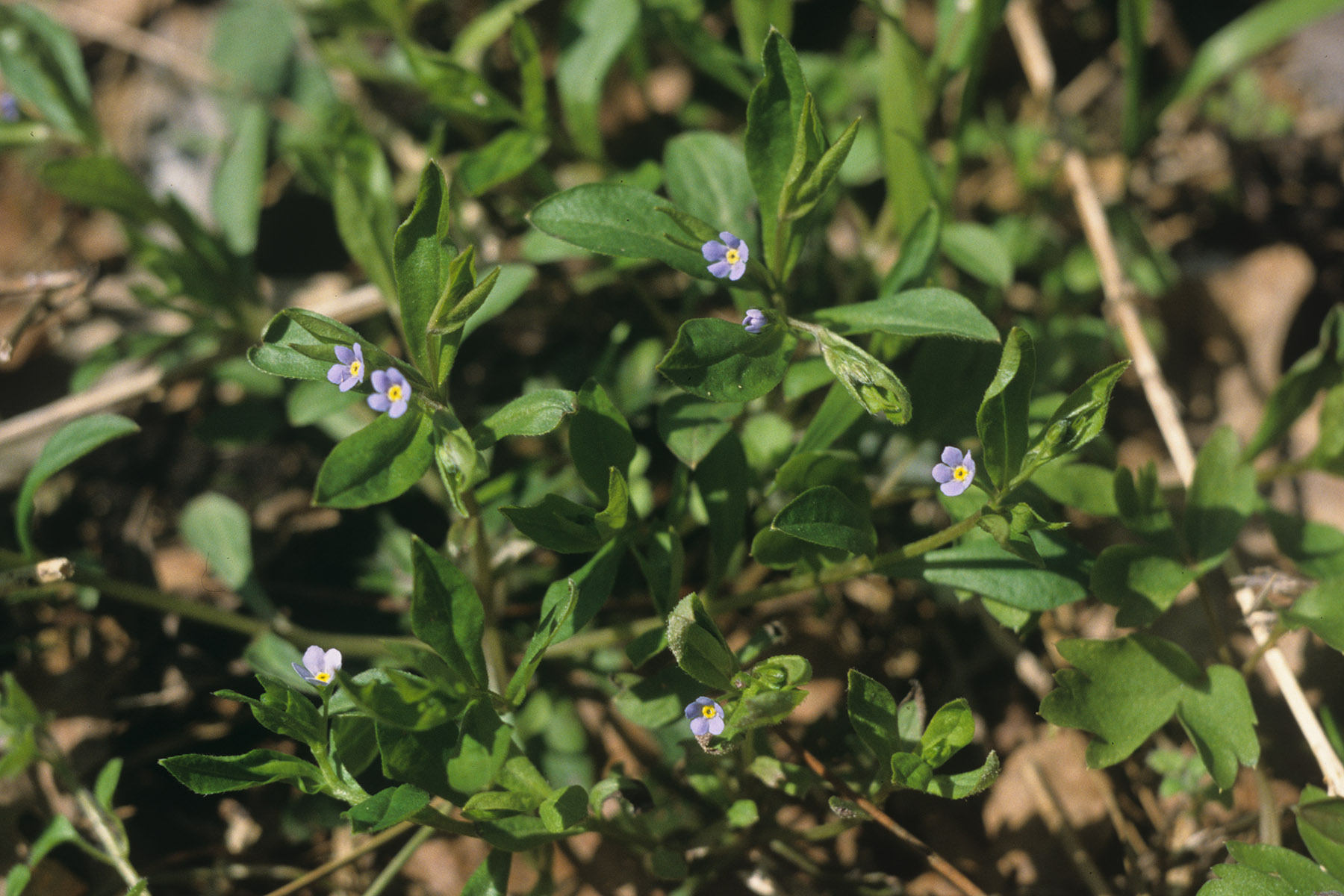
Omphalodes scorpioides